# Lacs Café au Lait
Les lacs Café au Lait sont des lacs proglaciaires de France situés dans les Alpes, dans le département de la Savoie, en région Auvergne-Rhône-Alpes. 

## Géographie
Ces trois lacs sont situés en Maurienne, dans le parc national de la Vanoise, à 2 786 mètres d'altitude, sous les pointes Rénod (3 380 m) et du Bouchet (3 416 m) au sud-ouest, l'aiguille du Bouchet (3 254 m) à l'ouest, la pointe de Thorens (3 262 m) au nord-ouest et le glacier de Chavière qui s'étend à leurs pieds à l'ouest. L'émissaire des lacs est le ruisseau Noir d'une longueur de 1,8 kilomètre, puis le ruisseau de Saint-Bernard d'une longueur de 8,4 kilomètres qui rejoint le Rhône via l'Arc et l'Isère,.
Le nom de ces lacs est dû à la couleur du plus haut lac de ce groupe, qui se trouve être marron clair, alors que les autres sont bleu limpide.

## Histoire
Les lacs sont nés de la fonte du glacier de Chavière entre 1889 et 1953.
Dans les années 1970, un projet de station de sports d'hiver, le Val Chavière, devant s'étendre en partie sur le site des lacs, notamment pour la pratique du ski d'été en amont sur le glacier.

## Activités
Bien qu'il n'existe pas de sentier de randonnée jusqu'aux lacs, ils sont accessibles en période estivale en randonnée pédestre, notamment depuis le secteur du col de Chavière, du Plan des Cairns et du refuge de Péclet-Polset au nord-est, en quittant le sentier de grande randonnée 55 et le tour des Glaciers de la Vanoise et en évoluant sur des terrains essentiellement rocheux (éboulis, moraines, etc.) via le lac de Chavière
En période hivernale, ils sont situés sur un itinéraire de ski de randonnée reliant le Plan des Cairns au glacier de Chavière et au col de Thorens.

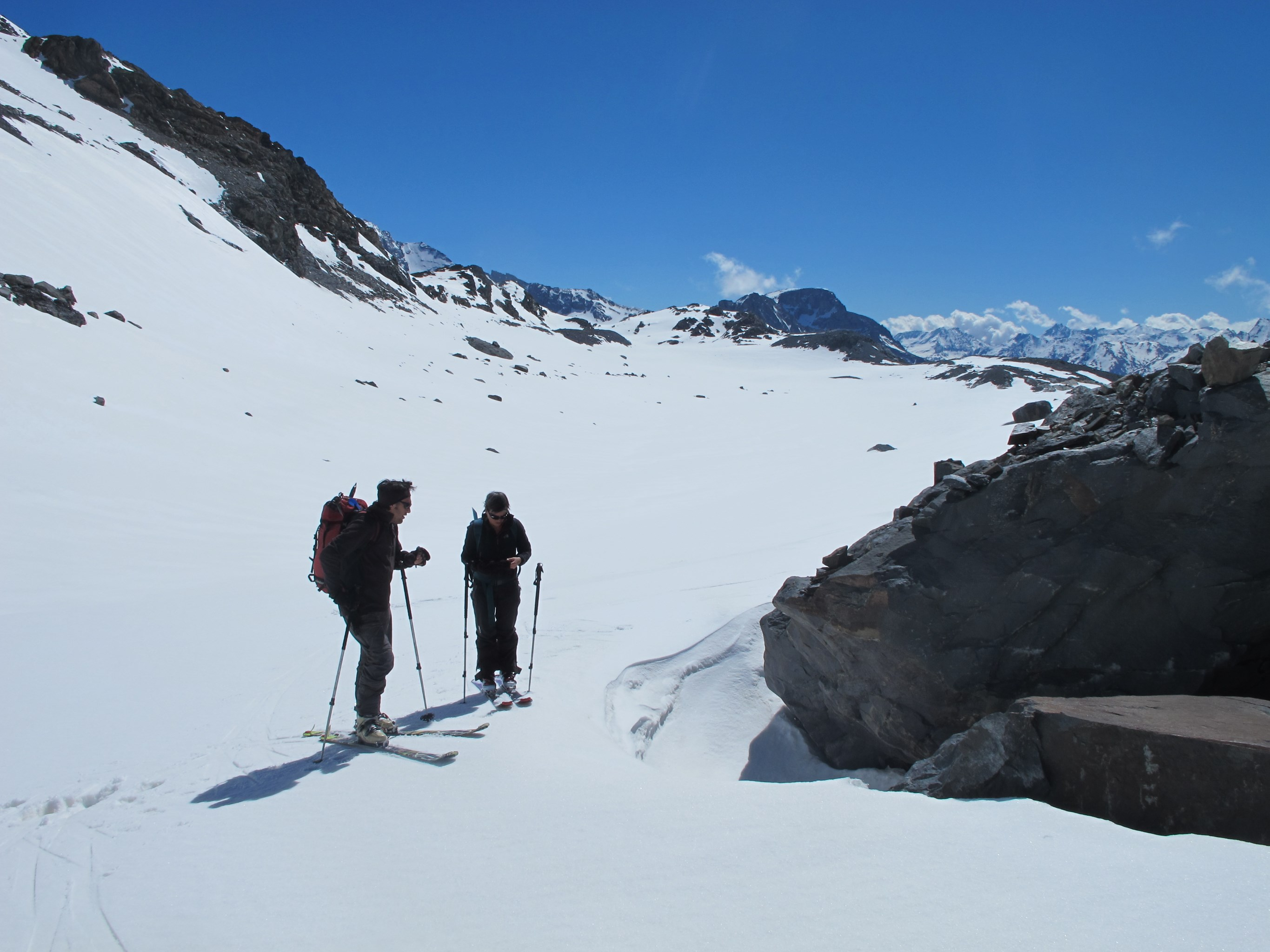
Pratiquants du ski de randonnée devant les lacs Café au Lait en mai 2014.